# Moussa Diaby
Moussa Diaby (* 7. července 1999 Paříž) je francouzský profesionální fotbalista, který hraje na pozici křídelníka za saúdskoarabský klub Al Ittihad FC a za francouzský národní tým.

## Klubová kariéra

### Paris Saint-Germain
Diaby je odchovancem Paris Saint-Germain. Do akademie pařížského klubu přišel v roce 2013 ve věku 13 let a v roce 2017 začal hrát v B-týmu.

#### Crotone (hostování)
Diaby odešel v lednu 2018 na půlroční hostování do italského prvoligového klubu FC Crotone. V klubu debutoval 14. dubna, když v 84. minutě ligového utkání proti Janovu vystřídal Marcella Trottu. V klubu odehrál už jen jedno další utkání, a to o čtyři dny později, když nastoupil do zápasu proti turínskému Juventusu.

#### Návrat do PSG
V dresu PSG se poprvé představil v soutěžním zápase 14. září 2018, když o poločase zápasu proti AS Saint-Étienne vystřídal Lassanu Diarru a gólem přispěl k výhře 4:0.
V sezóně 2018/19 nastoupil do 25 ligových zápasů, ve kterých vstřelil 4 branky, čímž klubu pomohl k ligovému titulu.

### Bayer Leverkusen
Dne 14. června 2019 přestoupil Diaby do německého klubu Bayer Leverkusen, ve kterém podepsal pětiletou smlouvu. Diaby vstřelil svoji první bundesligovou branku při svém debutu v základní sestavě, a to 23. listopadu 2019 při remíze 1:1 proti Freiburgu.
Diaby se střelecky prosadil 4. března 2020 ve čtvrtfinále DFB-Pokalu do sítě Unionu Berlin, a pomohl tak k postupu do dalšího kola po výhře 3:1. V semifinále narazil Leverkusen na 1. FC Saarbrücken. Zápas skončil vítězstvím Bayeru 3:0, přičemž jednu branku vstřelil opět Diaby. Diaby nastoupil i do finále proti Bayernu Mnichov, které však Leverkusen prohrál 2:4.
Dne 14. srpna 2021 vstřelil Diaby jedinou branku svého týmu v 1. kole sezóny proti Unionu Berlin a zajistil Leverkusen bod za remízu 1:1. Diaby se prosadil i v dalším kole, tentokráte do sítě Borussie Monchengladbach při výhře 4:0. 22. ledna 2022 zaznamenal hattrick, a to při ligové výhře 5:1 nad Augsburgem.

## Reprezentační kariéra
Diaby se narodil ve Francii, ale má i malijské občanství. Dne 26. srpna 2021 byl poprvé povolán do francouzské reprezentace. V reprezentačním dresu debutoval 1. září 2021, když v poslední minutě kvalifikačního zápasu proti Bosně a Hercegovině vystřídal Kyliana Mbappého.

## Statistiky

### Klubové
K 20. březnu 2022
| Klub                | Sezóna  | Liga       | Liga   | Liga | Národní pohár | Národní pohár | Ligový pohár | Ligový pohár | Evropské poháry | Evropské poháry | Ostatní | Ostatní | Celkem | Celkem |
| Klub                | Sezóna  | Liga       | Zápasy | Góly | Zápasy        | Góly          | Zápasy       | Góly         | Zápasy          | Góly            | Zápasy  | Góly    | Zápasy | Góly   |
| ------------------- | ------- | ---------- | ------ | ---- | ------------- | ------------- | ------------ | ------------ | --------------- | --------------- | ------- | ------- | ------ | ------ |
| Paris Saint-Germain | 2017/18 | Ligue 1    | 0      | 0    | 0             | 0             | 0            | 0            | 0               | 0               | 0       | 0       | 0      | 0      |
| Paris Saint-Germain | 2018/19 | Ligue 1    | 25     | 2    | 6             | 1             | 2            | 1            | 1               | 0               | 0       | 0       | 34     | 4      |
| Paris Saint-Germain | Celkem  | Celkem     | 25     | 2    | 6             | 1             | 2            | 1            | 1               | 0               | 0       | 0       | 34     | 4      |
| Crotone (host.)     | 2017/18 | Serie A    | 2      | 0    | 0             | 0             | —            | —            | —               | —               | —       | —       | 2      | 0      |
| Bayer Leverkusen    | 2019/20 | Bundesliga | 28     | 5    | 5             | 2             | —            | —            | 6               | 1               | —       | —       | 39     | 8      |
| Bayer Leverkusen    | 2020/21 | Bundesliga | 32     | 4    | 3             | 2             | —            | —            | 8               | 4               | —       | —       | 43     | 10     |
| Bayer Leverkusen    | 2021/22 | Bundesliga | 25     | 12   | 2             | 0             | —            | —            | 8               | 4               | —       | —       | 35     | 16     |
| Bayer Leverkusen    | Celkem  | Celkem     | 85     | 21   | 10            | 4             | —            | —            | 22              | 9               | —       | —       | 117    | 34     |
| Celkem              | Celkem  | Celkem     | 112    | 23   | 16            | 5             | 2            | 1            | 23              | 9               | 0       | 0       | 153    | 38     |

### Reprezentační
K 16. listopadu 2021
| Francie | Francie | Francie |
| Rok     | Zápasy  | Góly    |
| ------- | ------- | ------- |
| 2021    | 4       | 0       |
| Celkem  | 4       | 0       |

## Ocenění

### Klubová

#### Paris Saint-Germain
- Ligue 1: 2018/19[17]
- Trophée des champions: 2018[18]

### Reprezentační

#### Francie
- Liga národů UEFA: 2020/21[19]

### Individuální
- Titi d'Or: 2016[2]
- Jedenáctka turnaje Mistrovství Evropy do 19 let: 2018[20]